# Тальман, Уильям
Уильям Тальман (William G. (Greg) Thalmann; род. 1947) — американский филолог-классик.
Доктор философии (1975), с 1987 года профессор Университета Южной Калифорнии, ныне эмерит-профессор.
Окончил Амхерст-колледж (бакалавр классики, 1969). Степень доктора философии по классике получил в Йеле (1975). В 1975—1984 годах ассистент- и ассоциированный профессор классики последнего. С 1987 года профессор Университета Южной Калифорнии.

## Работы
- Dramatic Art in Aeschylus’s Seven against Thebes (1978)
- Conventions of Form and Thought in Early Greek Epic Poetry (1984)
- The Odyssey: An Epic of Return (1992)
- The Swineherd and the Bow: Representations of Class in the Odyssey (1998) {Рецензии: Peter W. Rose, William Wyatt}
- Apollonius of Rhodes and the Spaces of Helle. Classical Culture and Society. Oxford: Oxford University Press, 2011. (Рецензии: James J. Clauss, Félix Racine)

Соредактор Norton Anthology of World Masterpieces, 7th ed. (1999).